# 対移動平均比率法
対移動平均比率法（たいいどうへいきんひりつほう、英: ratio-to-moving-average method）は，過去の時系列データから，将来の数値を予測する方法の一つ。需要予測などに用いる。季節変動や曜日変動などの周期性がある場合に有効である。移動平均法の一種であり、比較的単純な方法であるが、実用的な結果を出すことが多い。竹安数博らが1997年に発表した。

## 原理
まず、過去のデータから各季節ごとの季節指数を求める。次に、傾向を延長し、それに季節指数を掛けて予測値を得る。

需要などの変動は、傾向変動、循環変動、季節変動、不規則変動などに分解される。
対移動平均比率法では、時系列データ A を傾向変動 (F) と季節変動 (E) の積として捉える。1周期分（例えば1年分）のデータの平均値は、季節変動を除去した値になる。平均値を取る範囲をずらしていくと滑らかな系列（移動平均）B が得られる。そして、原データ A の平均値 B に対する比（対移動平均比率）C を季節ごとに平均した値（季節別平均値）D を正規化して、季節ごとの係数である季節指数 E を知る。
元の時系列データ A を季節指数 E で割れば、季節変動を取り除いた滑らかな系列 F が得られる（F には循環変動と不規則変動だけが残っている）。これを回帰分析して、傾向変動（トレンド）とする（傾向推定）。将来を予測するときは、まず回帰式によって傾向値 F を延長して将来の傾向値 f を推測（外挿）し、次に各季節の季節指数 E を掛けて予測値を得る。
「季節変動」は、必ずしも1年を周期とする季節に限らず、1週を周期とする曜日（曜日変動）でもよい。（竹安らは、これらを総括して「期間変動」と呼んでいる。そのとき、季節指数を「期間指数」と呼ぶ。）循環の周期が一定している変動ならば、この方法が適用できる。

## 手法
ここでは、1年を周期とする「季節変動」をもつ春・夏・秋・冬ごとの季節データを想定して、手法の用語を記述する。過去の数周期分のデータがあるとする。
1. 周期性をもつ時系列の原データ A から、1周期分の移動平均の系列 B を計算する。
2. 各季節データ A の移動平均 B に対する比率（対移動平均比率）C を計算する。
3. 各季節ごとに対移動平均比率 C の平均値（季節別平均値）D を計算する。
4. 季節別平均値 D を D 全体の平均値で割って、各季節の季節指数 E を得る。[3]
5. 原データ A を季節指数 E で割り、滑らかな傾向値 F を得る。
6. 過去の傾向値 F を（最小二乗法によって）回帰分析する。
7. 将来の傾向値 f を（回帰式によって）推測する。
8. 将来の推測値 f に季節ごとの季節指数 E を掛けた予測値を計算する。

実は、1周期内のデータ数（春・夏・秋・冬の場合は 4）が偶数の場合は移動平均の計算に少し工夫が必要であり、その手法は下の 3.2（#周期が偶数である場合）に示す。

## 数値例
まず、1周期内のデータ数が奇数である場合の数値例によって、手法の主要部分の実際を示す。

### 周期が奇数である場合

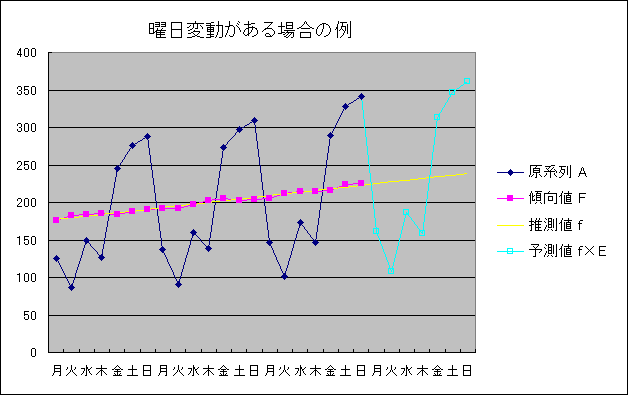
過去3週間分の日々のデータから、次の1週間分を予測している。

1週を周期とする曜日変動のある場合の計算例とそのグラフを示す。過去の3周期分（先々週から今週まで）の日ごとのデータから、来週1週間分を予測する。
表の下にある段階 6. 傾向の推定 では、傾向値を推定する何らかの手法を用いる。ここでは、直線による回帰分析をしている。
| 段階                       | 週     | 月    | 火    | 水    | 木    | 金    | 土    | 日    | 平均  |
| -------------------------- | ------ | ----- | ----- | ----- | ----- | ----- | ----- | ----- | ----- |
| 0. 原系列 A                | 先々週 | 126   | 87    | 149   | 127   | 246   | 276   | 288   |       |
| 0. 原系列 A                | 先週   | 138   | 91    | 160   | 139   | 274   | 297   | 309   |       |
| 0. 原系列 A                | 今週   | 147   | 101   | 174   | 147   | 289   | 328   | 341   |       |
| 1. 移動平均 B              | 先々週 | --    | --    | --    | 185.6 | 187.3 | 187.9 | 189.4 |       |
| 1. 移動平均 B              | 先週   | 191.1 | 195.1 | 198.1 | 201.1 | 202.4 | 203.9 | 205.9 |       |
| 1. 移動平均 B              | 今週   | 207.0 | 209.1 | 213.6 | 218.1 | --    | --    | --    |       |
| 2. 対移動平均 比率 C = A/B | 先々週 | --    | --    | --    | 0.684 | 1.313 | 1.469 | 1.521 |       |
| 2. 対移動平均 比率 C = A/B | 先週   | 0.722 | 0.466 | 0.808 | 0.691 | 1.354 | 1.457 | 1.501 |       |
| 2. 対移動平均 比率 C = A/B | 今週   | 0.710 | 0.483 | 0.815 | 0.674 | --    | --    | --    |       |
| 3. 曜日別平均値            | D      | 0.716 | 0.475 | 0.811 | 0.683 | 1.334 | 1.463 | 1.511 | 0.999 |
| 4. 曜日指数                | E      | 0.717 | 0.475 | 0.812 | 0.684 | 1.335 | 1.464 | 1.512 | 1.000 |
| 5. 傾向値 F = A/E          | 先々週 | 175.8 | 183.1 | 183.5 | 185.7 | 184.3 | 188.5 | 190.5 |       |
| 5. 傾向値 F = A/E          | 先週   | 192.5 | 191.5 | 197.1 | 203.3 | 205.3 | 202.8 | 204.3 |       |
| 5. 傾向値 F = A/E          | 今週   | 205.1 | 212.5 | 214.3 | 215.0 | 216.5 | 224.0 | 225.5 |       |
| 7. 推測値 f                | 来週   | 225.2 | 227.5 | 229.8 | 232.0 | 234.3 | 236.6 | 238.9 |       |
| 8. 予測値 f ×E             | 来週   | 161.4 | 108.1 | 186.5 | 158.7 | 312.8 | 346.4 | 361.2 |       |

6. 傾向の推定 - 傾向値の系列 Fx から最小二乗法によって回帰直線 f = ax + b の係数を求めると、a = 2.29, b = 177.2 を得る。ここで、x はデータの番号とする (x = 0, 1, 2, ..., 20)。
7. 推測値 - 回帰直線 f = 2.29x + 177.2 を用いて、来週の傾向値データ fx を推測する (x = 21, 22, ..., 27)。

### 周期が偶数である場合
1周期内のデータ数が偶数である場合には、1. 移動平均 B を計算するときに少し工夫が要る。例えば、単純移動平均をさらに二つずつ平均する方法がある。こうすると移動平均の項数が1つ少なくなるが、各季節の前後のデータを対称かつ均等に扱った平均値が得られる。
| 段階                    | 前々年 | 前々年 | 前々年 | 前々年 | 前々年 | 前々年 | 前々年 | 前々年 | 前年  | 前年  | 前年  | 前年  | 前年  | 前年  | 前年  | 前年  | 今年  | 今年  | 今年  | 今年  | 今年  | 今年 | 今年 | 今年 |
| ----------------------- | ------ | ------ | ------ | ------ | ------ | ------ | ------ | ------ | ----- | ----- | ----- | ----- | ----- | ----- | ----- | ----- | ----- | ----- | ----- | ----- | ----- | ---- | ---- | ---- |
| 季節                    | 春     | 春     | 夏     | 夏     | 秋     | 秋     | 冬     | 冬     | 春'   | 春'   | 夏'   | 夏'   | 秋'   | 秋'   | 冬'   | 冬'   | 春"   | 春"   | 夏"   | 夏"   | 秋"   | 秋"  | 冬"  | 冬"  |
| 0. 原系列 A             | 126    | 126    | 87     | 87     | 246    | 246    | 288    | 288    | 138   | 138   | 91    | 91    | 274   | 274   | 309   | 309   | 147   | 147   | 101   | 101   | 289   | 289  | 341  | 341  |
| 4項の単純 移動平均      |        | --     | --     | 186.8  | 186.8  | 189.8  | 189.8  | 190.8  | 190.8 | 197.8 | 197.8 | 203.0 | 203.0 | 205.3 | 205.3 | 207.8 | 207.8 | 211.5 | 211.5 | 219.5 | 219.5 | --   | --   |      |
| 1. 2項ずつの 移動平均 B | --     | --     | --     | --     | 188.3  | 188.3  | 190.3  | 190.3  | 194.3 | 194.3 | 200.4 | 200.4 | 204.1 | 204.1 | 206.5 | 206.5 | 209.6 | 209.6 | 215.5 | 215.5 | --    | --   | --   | --   |

例えば、表の左下隅の値 188.3 は、前々年の春と前年の春'を平均した値と、夏，秋，冬の値との平均になっている。
```
188.3 ＝ { 186.8 ＋ 189.8 } / 2
      ＝ { (春＋夏＋秋＋冬)/4 ＋ (夏＋秋＋冬＋春')/4 } / 2
      ＝ {  春    ＋  2×(夏＋秋＋冬)  ＋     春'}/4  / 2
      ＝ {  春/2  ＋      夏＋秋＋冬   ＋   春'/2}/4  …… 秋を中心として対称
      ＝ { (春＋春')/2 ＋夏＋秋＋冬 }/4
```

## 歴史
対移動平均比率法は、竹安数博が開発し、1997年に『新しい経営数学』で発表した。
竹安らは、2006年にこの手法に関しての特許を取得している。